# Liste der IATA-Codes/X
Diese Teilliste führt alle IATA-Flughafencodes auf, die mit „X“ beginnen, und enthält Informationen zu den bezeichneten Verkehrsknotenpunkten.
A AA AB AC AD AE AF AG AH AI AJ AK AL AM AN AO AP AQ AR AS AT AU AV AW AX AY AZ
B BA BB BC BD BE BF BG BH BI BJ BK BL BM BN BO BP BQ BR BS BT BU BV BW BX BY BZ
C CA CB CC CD CE CF CG CH CI CJ CK CL CM CN CO CP CQ CR CS CT CU CV CW CX CY CZ
D DA DB DC DD DE DF DG DH DI DJ DK DL DM DN DO DP DQ DR DS DT DU DV DW DX DY DZ
E EA EB EC ED EE EF EG EH EI EJ EK EL EM EN EO EP EQ ER ES ET EU EV EW EX EY EZ
F FA FB FC FD FE FF FG FH FI FJ FK FL FM FN FO FP FQ FR FS FT FU FV FW FX FY FZ
G GA GB GC GD GE GF GG GH GI GJ GK GL GM GN GO GP GQ GR GS GT GU GV GW GX GY GZ
H HA HB HC HD HE HF HG HH HI HJ HK HL HM HN HO HP HQ HR HS HT HU HV HW HX HY HZ
I IA IB IC ID IE IF IG IH II IJ IK IL IM IN IO IP IQ IR IS IT IU IV IW IX IY IZ
J JA JB JC JD JE JF JG JH JI JJ JK JL JM JN JO JP JQ JR JS JT JU JV JW JX JY JZ
K KA KB KC KD KE KF KG KH KI KJ KK KL KM KN KO KP KQ KR KS KT KU KV KW KX KY KZ
L LA LB LC LD LE LF LG LH LI LJ LK LL LM LN LO LP LQ LR LS LT LU LV LW LX LY LZ
M MA MB MC MD ME MF MG MH MI MJ MK ML MM MN MO MP MQ MR MS MT MU MV MW MX MY MZ
N NA NB NC ND NE NF NG NH NI NJ NK NL NM NN NO NP NQ NR NS NT NU NV NW NX NY NZ
O OA OB OC OD OE OF OG OH OI OJ OK OL OM ON OO OP OQ OR OS OT OU OV OW OX OY OZ
P PA PB PC PD PE PF PG PH PI PJ PK PL PM PN PO PP PQ PR PS PT PU PV PW PX PY PZ
Q QA QB QC QD QE QF QG QH QI QJ QK QL QM QN QO QP QQ QR QS QT QU QV QW QX QY QZ
R RA RB RC RD RE RF RG RH RI RJ RK RL RM RN RO RP RQ RR RS RT RU RV RW RX RY RZ
S SA SB SC SD SE SF SG SH SI SJ SK SL SM SN SO SP SQ SR SS ST SU SV SW SX SY SZ
T TA TB TC TD TE TF TG TH TI TJ TK TL TM TN TO TP TQ TR TS TT TU TV TW TX TY TZ
U UA UB UC UD UE UF UG UH UI UJ UK UL UM UN UO UP UQ UR US UT UU UV UW UX UY UZ
V VA VB VC VD VE VF VG VH VI VJ VK VL VM VN VO VP VQ VR VS VT VU VV VW VX VY VZ
W WA WB WC WD WE WF WG WH WI WJ WK WL WM WN WO WP WQ WR WS WT WU WV WW WX WY WZ
X XA XB XC XD XE XF XG XH XI XJ XK XL XM XN XO XP XQ XR XS XT XU XV XW XX XY XZ
Y YA YB YC YD YE YF YG YH YI YJ YK YL YM YN YO YP YQ YR YS YT YU YV YW YX YY YZ
Z ZA ZB ZC ZD ZE ZF ZG ZH ZI ZJ ZK ZL ZM ZN ZO ZP ZQ ZR ZS ZT ZU ZV ZW ZX ZY ZZ

## XA
| IATA | ICAO | Flughafen          | Ort      | Region             | Land                |
| ---- | ---- | ------------------ | -------- | ------------------ | ------------------- |
| XAI  | ZHXY | Flughafen Xinyang  | Xinyang  | Henan              | Volksrepublik China |
| XAL  | –    | Flughafen Álamos   | Álamos   | Sonora             | Mexiko              |
| XAP  | SBCH | Flughafen Chapecó  | Chapecó  | Santa Catarina     | Brasilien           |
| XAR  | DFOY | Flughafen Aribinda | Aribinda | Sahel              | Burkina Faso        |
| XAU  | SOOS | Flugplatz Saül     | Saül     | Französisch-Guyana | Frankreich          |

## XB
| IATA | ICAO | Flughafen                              | Ort           | Region                          | Land            |
| ---- | ---- | -------------------------------------- | ------------- | ------------------------------- | --------------- |
| XBB  | –    | Blubber Bay Seaplane Base              | Blubber Bay   | Texada Island, British Columbia | Kanada          |
| XBE  | –    | Bearskin Lake Airport                  | Bearskin Lake | Ontario                         | Kanada          |
| XBG  | DFEB | Flugplatz Bogandé                      | Bogandé       | Est                             | Burkina Faso    |
| XBJ  | OIMB | Flughafen Birdschand                   | Birdschand    | Süd-Chorasan                    | Iran            |
| XBL  | HABB | Flugplatz Bedele                       | Bedele        | Oromia                          | Äthiopien       |
| XBN  | –    | Flugplatz Biniguni                     | Biniguni      | Milne Bay                       | Papua-Neuguinea |
| XBO  | DFEA | Flugplatz Boulsa                       | Boulsa        | Centre-Nord                     | Burkina Faso    |
| XBR  | –    | Brockville Regional Tackaberry Airport | Brockville    | Ontario                         | Kanada          |

## XC
| IATA | ICAO | Flughafen                 | Ort                  | Region                    | Land        |
| ---- | ---- | ------------------------- | -------------------- | ------------------------- | ----------- |
| XCH  | YPXM | Flughafen Weihnachtsinsel | Weihnachtsinsel      | Australische Außengebiete | Australien  |
| XCL  | –    | Flugplatz Cluff Lake      | Cluff Lake           | Saskatchewan              | Kanada      |
| XCM  | CYCK | Flugplatz Chatham-Kent    | Chatham-Kent         | Ontario                   | Kanada      |
| XCN  | –    | Flugplatz Coron           | Coron                | MIMAROPA                  | Philippinen |
| XCO  | YOLA | Flugplatz Colac           | Colac                | Victoria                  | Australien  |
| XCR  | LFOK | Flughafen Châlons Vatry   | Châlons-en-Champagne | Grand Est                 | Frankreich  |

## XD
| IATA | ICAO | Flughafen           | Ort       | Region    | Land         |
| ---- | ---- | ------------------- | --------- | --------- | ------------ |
| XDE  | DFOU | Flughafen Diébougou | Diébougou | Sud-Ouest | Burkina Faso |
| XDJ  | DFCJ | Flugplatz Djibo     | Djibo     | Sahel     | Burkina Faso |

## XE
| IATA | ICAO | Flughafen                   | Ort         | Region    | Land                |
| ---- | ---- | --------------------------- | ----------- | --------- | ------------------- |
| XEN  | ZYXC | Flughafen Xingcheng         | Xingcheng   | Liaoning  | Volksrepublik China |
| XES  | –    | Grand Geneva Resort Airport | Lake Geneva | Wisconsin | USA                 |

## XF
| IATA | ICAO | Flughafen                      | Ort                  | Region  | Land                |
| ---- | ---- | ------------------------------ | -------------------- | ------- | ------------------- |
| XFN  | ZHXF | Flughafen Xiangfan             | Xiangfan             | Hubei   | Volksrepublik China |
| XFW  | EDHI | Flugplatz Hamburg-Finkenwerder | Hamburg-Finkenwerder | Hamburg | Deutschland         |

## XG
| IATA | ICAO | Flughafen                  | Ort              | Region    | Land         |
| ---- | ---- | -------------------------- | ---------------- | --------- | ------------ |
| XGA  | DFOG | Flugplatz Gaoua            | Gaoua            | Sud-Ouest | Burkina Faso |
| XGG  | DFEG | Flugplatz Gorom-Gorom      | Gorom-Gorom      | Sahel     | Burkina Faso |
| XGN  | FNXA | Flughafen Xangongo         | Xangongo         | Cunene    | Angola       |
| XGR  | CYLU | Flughafen Kangiqsualujjuaq | Kangiqsualujjuaq | Québec    | Kanada       |

## XH
| IATA                                             | ICAO | Flughafen | Ort | Region | Land |
| ------------------------------------------------ | ---- | --------- | --- | ------ | ---- |
| Es gibt keine IATA-Codes, die mit „XH“ beginnen. |      |           |     |        |      |

## XI
| IATA | ICAO | Flughafen                      | Ort       | Region          | Land                |
| ---- | ---- | ------------------------------ | --------- | --------------- | ------------------- |
| XIC  | ZUXC | Flughafen Xichang Qingshan     | Xichang   | Sichuan         | Volksrepublik China |
| XIE  | –    | Flugplatz Xienglom             | Xienglom  | Sainyabuli      | Laos                |
| XIG  | SWSX | Flugplatz Xinguara             | Xinguara  | Pará            | Brasilien           |
| XIJ  | OKAJ | Luftwaffenbasis Ahmad al-Jaber | –         | al-Ahmadi       | Kuwait              |
| XIL  | ZBXH | Flughafen Xilinhot             | Xilin Hot | Innere Mongolei | Volksrepublik China |
| XIN  | ZGXN | Militärflughafen Xingning      | Xingning  | Guangdong       | Volksrepublik China |
| XIY  | ZLXY | Flughafen Xi’an-Xianyang       | Xi’an     | Shaanxi         | Volksrepublik China |

## XJ
| IATA | ICAO | Flughafen         | Ort      | Region         | Land     |
| ---- | ---- | ----------------- | -------- | -------------- | -------- |
| XJD  | OTBH | Al Udeid Air Base | Al Udeid | ar-Rayyan      | Katar    |
| XJM  | OPMA | Mangla Airport    | Mangla   | Jhelam, Punjab | Pakistan |

## XK
| IATA | ICAO | Flughafen               | Ort        | Region        | Land         |
| ---- | ---- | ----------------------- | ---------- | ------------- | ------------ |
| XKA  | DFEL | Flugplatz Kantchari     | Kantchari  | Est           | Burkina Faso |
| XKH  | VLXK | Flughafen Xieng Khouang | Phonsavan  | Xieng Khouang | Laos         |
| XKS  | CYAQ | Kasabonika Airport      | Kasabonika | Ontario       | Kanada       |
| XKY  | DFCA | Flugplatz Kaya          | Kaya       | Centre-Nord   | Burkina Faso |

## XL
| IATA | ICAO | Flughafen             | Ort         | Region        | Land         |
| ---- | ---- | --------------------- | ----------- | ------------- | ------------ |
| XLB  | CZWH | Flugplatz Lac Brochet | Lac Brochet | Manitoba      | Kanada       |
| XLO  | –    | Flugplatz Long Xuyên  | Long Xuyên  | An Giang      | Vietnam      |
| XLS  | GOSS | Flughafen Saint-Louis | Saint-Louis | Saint-Louis   | Senegal      |
| XLU  | DFCL | Flugplatz Léo         | Léo         | Centre-Ouest  | Burkina Faso |
| XLW  | EDWD | Flugplatz Lemwerder   | Lemwerder   | Niedersachsen | Deutschland  |

## XM
| IATA | ICAO | Flughafen                 | Ort                         | Region            | Land                   |
| ---- | ---- | ------------------------- | --------------------------- | ----------------- | ---------------------- |
| XMA  | –    | Flugplatz Maramag         | Maramag                     | Northern Mindanao | Philippinen            |
| XMC  | YMCO | Mallacoota Airport        | Mallacoota                  | Victoria          | Australien             |
| XMD  | KMDS | Madison Municipal Airport | Madison                     | South Dakota      | USA                    |
| XMG  | VNMN | Flughafen Mahendranagar   | Bhim Datta                  | Sudurpashchim     | Nepal                  |
| XMH  | NTGI | Flugplatz Manihi          | Manihi                      | Tuamotu-Archipel  | Französisch-Polynesien |
| XMI  | HTMI | Flugplatz Masasi          | Masasi                      | Mtwara            | Tansania               |
| XML  | YMIN | Minlaton Airport          | Minlaton                    | South Australia   | Australien             |
| XMN  | ZSAM | Flughafen Xiamen          | Xiamen                      | Fujian            | VR China               |
| XMP  | –    | Macmillan Pass Airport    | MacMillan Pass (Canol Road) | Yukon             | Kanada                 |
| XMS  | SEMC | Flughafen Macas           | Macas                       | Morona Santiago   | Ecuador                |
| XMY  | YYMI | Yam Island Airport        | Yam Island                  | Queensland        | Australien             |

## XN
| IATA | ICAO | Flughafen                           | Ort                       | Region     | Land         |
| ---- | ---- | ----------------------------------- | ------------------------- | ---------- | ------------ |
| XNA  | KXNA | Northwest Arkansas Regional Airport | Fayetteville / Springdale | Arkansas   | USA          |
| XNG  | –    | Flugplatz Quảng Ngãi                | Quảng Ngãi                | Quảng Ngãi | Vietnam      |
| XNH  | ORTL | Flughafen Nasiriya                  | Nasiriya                  | Dhi Qar    | Irak         |
| XNN  | ZLXN | Flughafen Xining Caojiabao          | Xining                    | Qinghai    | VR China     |
| XNT  | ZBXT | Flughafen Xingtai                   | Xingtai                   | Hebei      | VR China     |
| XNU  | DFON | Flughafen Nouna                     | Nouna                     | Kossi      | Burkina Faso |

## XO
| IATA                                             | ICAO | Flughafen | Ort | Region | Land |
| ------------------------------------------------ | ---- | --------- | --- | ------ | ---- |
| Es gibt keine IATA-Codes, die mit „XO“ beginnen. |      |           |     |        |      |

## XP
| IATA | ICAO      | Flughafen                                              | Ort          | Region       | Land         |
| ---- | --------- | ------------------------------------------------------ | ------------ | ------------ | ------------ |
| XPA  | DFEP      | Flughafen Pama                                         | Pama         | Est          | Burkina Faso |
| XPK  | CZFG      | Flugplatz Pukatawagan                                  | Pukatawagan  | Manitoba     | Kanada       |
| XPL  | MHSC/MHPR | Soto Cano Air Base/Internationaler Flughafen Comayagua | Comayagua    | Comayagua    | Honduras     |
| XPP  | CZNG      | Poplar River Airport                                   | Poplar River | Manitoba     | Kanada       |
| XPR  | KIEN      | Pine Ridge Airport                                     | Pine Ridge   | South Dakota | USA          |

## XQ
| IATA | ICAO | Flughafen                | Ort            | Region             | Land       |
| ---- | ---- | ------------------------ | -------------- | ------------------ | ---------- |
| XQP  | MRQP | Flughafen Quepos         | Quepos         | Provinz Puntarenas | Costa Rica |
| XQU  | –    | Flughafen Qualicum Beach | Qualicum Beach | British Columbia   | Kanada     |

## XR
| IATA | ICAO | Flughafen                        | Ort                  | Region          | Land       |
| ---- | ---- | -------------------------------- | -------------------- | --------------- | ---------- |
| XRH  | YSRI | RAAF Base Richmond               | Richmond             | New South Wales | Australien |
| XRQ  |      | Flughafen Xinbarag Youqi Baogede | Hulun Buir           | Innere Mongolei | VR China   |
| XRR  | CYDM | Flughafen Ross River             | Ross River           | Yukon           | Kanada     |
| XRY  | LEJR | Flughafen Jerez de la Frontera   | Jerez de la Frontera | Andalusien      | Spanien    |

## XS
| IATA | ICAO | Flughafen                   | Ort               | Region              | Land                         |
| ---- | ---- | --------------------------- | ----------------- | ------------------- | ---------------------------- |
| XSB  | OMBY | Flughafen Sir Bani Yas      | Sir Bani Yas      | Abu Dhabi           | Vereinigte Arabische Emirate |
| XSC  | MBSC | South Caicos Airport        | South Caicos      | Caicos-Inseln       | Turks- und Caicosinseln      |
| XSD  | KTNX | Tonopah Test Range Airport  | Tonopah           | Nevada              | USA                          |
| XSE  | DFES | Flughafen Sebba             | Sebba             | Yagha               | Burkina Faso                 |
| XSI  | CZSN | Flughafen South Indian Lake | South Indian Lake | Manitoba            | Kanada                       |
| XSO  | RPNO | Flugplatz Siocon            | Siocon            | Zamboanga del Norte | Philippinen                  |
| XSP  | WSSL | Flughafen Singapur-Seletar  | Singapur          | –                   | Singapur                     |

## XT
| IATA | ICAO | Flughafen              | Ort          | Region     | Land       |
| ---- | ---- | ---------------------- | ------------ | ---------- | ---------- |
| XTG  | YTGM | Flughafen Thargomindah | Thargomindah | Queensland | Australien |
| XTL  | CYBQ | Flugplatz Tadoule Lake | Tadoule Lake | Manitoba   | Kanada     |
| XTO  | YTAM | Flughafen Taroom       | Taroom       | Queensland | Australien |
| XTR  | YTAA | Flughafen Tara         | Tara         | Queensland | Australien |

## XU
| IATA | ICAO | Flughafen                | Ort    | Region  | Land     |
| ---- | ---- | ------------------------ | ------ | ------- | -------- |
| XUZ  | ZSXZ | Flughafen Xuzhou Guanyin | Xuzhou | Jiangsu | VR China |

## XV
| IATA | ICAO | Flughafen           | Ort       | Region    | Land    |
| ---- | ---- | ------------------- | --------- | --------- | ------- |
| XVL  | –    | Flugplatz Vinh Long | Vĩnh Long | Vĩnh Long | Vietnam |

## XW
| IATA | ICAO | Flughafen                                 | Ort       | Region       | Land |
| ---- | ---- | ----------------------------------------- | --------- | ------------ | ---- |
| XWA  | KXWA | Internationaler Flughafen Williston Basin | Williston | North Dakota | USA  |

## XX
| IATA                                             | ICAO | Flughafen | Ort | Region | Land |
| ------------------------------------------------ | ---- | --------- | --- | ------ | ---- |
| Es gibt keine IATA-Codes, die mit „XX“ beginnen. |      |           |     |        |      |

## XY
| IATA | ICAO | Flughafen         | Ort          | Region    | Land            |
| ---- | ---- | ----------------- | ------------ | --------- | --------------- |
| XYA  | AGGY | Flughafen Yandina | Yandina      | Central   | Salomonen       |
| XYE  | VYYE | Flugplatz Ye      | Ye           | Mon-Staat | Myanmar         |
| XYR  | AYED | Flugplatz Edwaki  | Yellow River | Sandaun   | Papua-Neuguinea |

## XZ
| IATA | ICAO | Flughafen       | Ort   | Region     | Land         |
| ---- | ---- | --------------- | ----- | ---------- | ------------ |
| XZA  | DFEZ | Flugplatz Zabré | Zabré | Centre-Est | Burkina Faso |